# Parametriocnemus capensis
Parametriocnemus capensis är en tvåvingeart som först beskrevs av Freeman 1954.  Parametriocnemus capensis ingår i släktet Parametriocnemus och familjen fjädermyggor. Inga underarter finns listade i Catalogue of Life.